# Chlorochlamys phyllinaria
Chlorochlamys phyllinaria là một loài bướm đêm trong họ Geometridae.